# 彩田まりん
彩田 まりん（さいだ まりん、1999年〈平成11年〉5月23日 - ）は、日本のファッションモデル・女優（元・子役）。プラチナムプロダクション所属。旧芸名：彩田 真鈴（読み同じ）。

## 経歴
神奈川県出身。3歳から芸能活動を始める。母の影響で、小学生の頃から宝塚歌劇団を好み、タカラジェンヌを目指す予備校に通っていた時期がある。
2013年12月12日、アイドルグループ『ALLOVER』にサポートメンバーとして加入。その後同グループ内の「Teamδ」メンバーに昇格するも、2017年3月1日付をもって活動を辞退。2018年3月に飛鳥未来高等学校（横浜キャンパス）を卒業した。
2019年1月1日、クエストラからプラチナムプロダクションに移籍。現在の芸名に改めた。

## 人物
- 趣味は読書、歌、ピアノ。好きな色は水色。
- ギャンブル（ポーカー、バカラ、競馬、パチスロ）が好き。
- 妹が1人いる[5]。
- 「モコちゃん」という犬を飼っていたが、2020年7月27日「モコちゃんが天国にいっちゃいました。」とツイッターで報告した[6]。

## 出演

### 映画
- エコエコアザラク（2006年）
- 伝染歌（2007年）

### テレビ
- 花より男子（2005年、TBS）
- 超星艦隊セイザーX（2005年、テレビ東京）レミー幼少時代 役
- ブスの瞳に恋してる（2006年、フジテレビ）
- 翼の折れた天使たち（2007年、フジテレビ）吉村ユリ少女期 役
- Rの法則（2015年 - 2018年、NHKEテレ）7期生

### CM
- セガトイズ アンパンマンのくるくるコロロンテレビ
- 花王 ハミング（2007年）
- DMM.com「DMMブックス」（2021年）[7]

### 雑誌
- 小学一年生入学直前号
- LOVE berry（2016年5月, 9月、徳間書店） - モデル
- non-no（2019年、集英社）- カワイイ選抜No.65

### イベント
- 鈴鹿10時間耐久レース「LOTUS GIRL」（2019年8月25日、鈴鹿サーキット）[8]